# Bruckberg (Ansbach járás)
Bruckberg település Németországban, azon belül Bajorországban. Lakosainak száma 1295 fő (2023. december 31.). Bruckberg Weihenzell, Dietenhofen és Petersaurach községekkel határos.

## Népesség
A település népessége az elmúlt években az alábbi módon változott:
| Lakosok száma | 539  | 1499 | 1280 | 1223 | 1299 | 1347 | 1391 | 1408 | 1309 | 1295 |
|               | 1875 | 1950 | 1975 | 1987 | 2012 | 2014 | 2016 | 2017 | 2021 | 2023 |